# بوك بينينجا
بوك بينينجا (بالهولندية: Bouke Benenga)‏ (27 مارس 1888 – 4 يناير 1968) هو سبّاح هولندي راحل، مثّل بلاده في الألعاب الأولمبية الصيفية 1908.

## روابط خارجية
بوك بينينجا على موقع أوليمبيديا (الإنجليزية)